# Arcadia Planitia
Arcadia Planitia est une plaine de la planète Mars s'étendant dans l'hémisphère nord.
Dans le quadrangle qui porte son nom, elle est bordée à l'ouest par le volcan Alba Patera et à l'est par Tempe Terra. Elle a été baptisée par Schiaparelli en 1882.
Arcadia Planitia possède une couche de glace souterraine, découverte par la sonde Mars Reconnaissance Orbiter.
En raison de son relief et de ses possibles ressources en eau, Arcadia planitia fait partie des sites d'atterrissages privilégiés pour les projets de la société SpaceX.

## référence
1. ↑  « Atlas de Mars : Les quadrangles », sur www.nirgal.net (consulté le 26 mai 2023)
2. ↑  USRA. Winds of Mars: Aeolian Activity and Landforms : Glossary lire en ligne
3. ↑  « La couche souterraine de glace d’Arcadia Planitia », sur APM – Association Planète Mars, 29 août 2014 (consulté le 8 mars 2023)
4. ↑  « Sites d’atterrissages sur Mars: des différences fondamentales entre SpaceX et les agences spatiales », sur APM – Association Planète Mars, 9 avril 2017 (consulté le 26 mai 2023)